# Maksimilijan Redeskini
Maksimilijan Redeskini, slovenski rimskokatoliški duhovnik, nabožni pisatelj, prevajalec in glasbenik, * 12. oktober 1740, Ljubljana, † 12. marec 1814, Adergas.

## Življenjepis
Rodil se je očetu Andreju Rodeskin in materi Anamariji (ni znan njen dekliški priimek). Maksimilijan Redeskini je po šolanju v Ljubljani in posvečenju postal 1764 vikar v ljubljanski stolnici.

## Literarno delo
Na osnovi književnega izročila in pod vplivom protestantskih pesmaric so nekateri duhovniki hoteli s svojimi cerkvenimi pesmimi zatreti ljudske posvetne, kakor so jih imenovali »pohujšlive pesmi«. V to skupino t. i. cerkvenega pesništa poleg Maksimilijana Redeskina spadajo še Ahacij Stržinar, Primož Lavrenčič in Filip Jakob Repež.
Redeskini je za spodbujanje ignacijanske duhovnosti leta 1768 izdal priročnik Podvučenie inu molitve za vsakteriga iz bukvic imenuvanih Exercitia s. očeta Ignatia, pri čemer se je naslonil na pridige J. Basarja. Prevedel je spise cistercijana G. Bone in jih 1789 objavil pod naslovom Kratka viža, k'Bogu skuz znotrejne inu zvunanje mulituvce se povzdigniti. V sodelovanju s škofom K.Herbersteinom je zbral in deloma sam spesnil zbirko cerkvenih pesmi, ki so 1775 izšle v knjigi Osem inu šestedest svetih pesm. Na Dunaju so bile 1776 natisnjene še Viže teh odspredej postavljenih pesem, ki je prva slovenska pesmerica z okroglimi notami in napevi v veselih ritmih.
V jeziku in pravopisu je bil Redeskini učenec M. Pohlina. Njegove jezikovne pomanjklivosti so bile ena od spobud J. Kopitarju, da je sestavil in 1808 objavil svojo slovnico.